# SwanCrystal

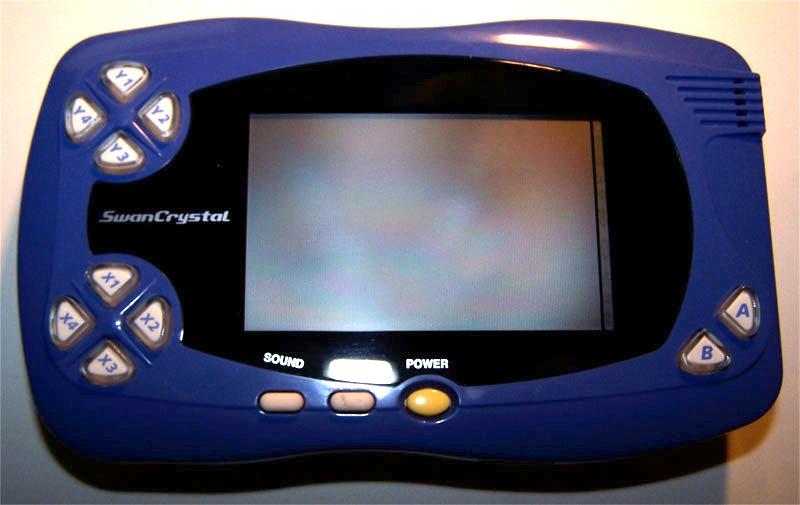
de SwanCrystal

De SwanCrystal is de opvolger van Bandai's draagbare spelcomputer WonderSwan Color. De WonderSwan Color werd voorafgegaan door de WonderSwan.
Net als zijn voorgangers is de SwanCrystal zowel in verticale als horizontale positie speelbaar.
De SwanCrystal is technisch vrijwel gelijk aan de WonderSwan Color. De belangrijkste verschillen tussen de WonderSwan Color en de SwanCrystal zijn dat de laatste beschikt over een tft-lcd-scherm en een aan/uit schakelaar en de WonderSwan Color slechts over een DSTN-lcd-scherm en een aan/uit knop.
Op de SwanCrystal kunnen computerspellen worden afgespeeld die oorspronkelijk zijn ontwikkeld voor de WonderSwan of  WonderSwan Color.

## Technische specificaties
- CPU: SPGY-1002, een 3072MHz-, 16 bit-NEC V30MZ-kloon
- Geheugen:
  - RAM: 512Kbit VRAM/WRAM (gedeeld)
  - ROM: Flash ROM, maximaal 512 Mbit, EEPROM maximaal 31 Kbit
- Scherm:
  - FSTN reflectief lcd-scherm
  - 71 mm (2,8 inch) diagonaal
  - geen backlight
  - resolutie: 224 x 144 beeldpunten
  - kleuren: 241 uit een palet van 4096 kleuren
- Geluid:
  - 4-kanaals digitaal stereogeluid
  - Ingebouwde mono luidspreker of stereo met optionele hoofdtelefoon
- Cartridge capaciteit: ROM en/of RAM - maximaal 128Mbit
- Aansluitingen:
  - Link: Twee spelers (adapter noodzakelijk)
  - stereo hoofdtelefoon
  - cartridgepoort
- Afmetingen: 128 x 74.3 x 243 mm
- Gewicht: 95g inclusief batterij
- Stroom(verbruik): één AA-batterij (tot 20 uur speelduur)
- Kenmerken:
  - Zowel horizontaal als verticaal bespeelbaar
  - Ingebouwde EEPROM met 31Kbit RAM om speldata op te slaan
  - Meerdere niveaus van energiebesparing

## Zie verder
- WonderSwan
- WonderSwan Color